# Code de l'entrée et du séjour des étrangers et du droit d'asile
Lire en ligne

Légifrance : partie législative et partie réglementaire, table de concordance des articles

Ordonnance de 1945
En droit français, le code de l'entrée et du séjour des étrangers et du droit d'asile ou CESEDA, parfois surnommé code des étrangers, est le code regroupant les dispositions législatives et réglementaires relatives au droit des étrangers.
Il est institué par l'ordonnance du 24 novembre 2004 à l'initiative de Dominique de Villepin, alors ministre de l'Intérieur et de Jean-Pierre Raffarin, Premier ministre, en reprenant en particulier les dispositions de l'ordonnance du 2 novembre 1945 relatives aux conditions d'entrée et de séjour des étrangers en France ainsi que des dispositions de la loi du 25 juillet 1952 relative au droit d'asile. Il est entré en vigueur le 1er mars 2005. La partie réglementaire est publiée le 15 novembre 2006.
Une nouvelle codification est entrée en vigueur le 1er mai 2021.

## Contexte historique et buts de la codification
Le droit des étrangers a été sans cesse modifié depuis la Libération. L'ordonnance du 2 novembre 1945 qui avait posé les règles d'entrée et de séjour des étrangers en France était bien différente au début des années 2000 de ce qu'elle était un demi-siècle auparavant. Dans les années 1993-2003, il n'y a pas eu une année sans réforme du droit des étrangers.
Ce droit, après empilements successifs, était devenu complexe, peu lisible et donc source d'incompréhensions, voire d'erreurs dans sa mise en œuvre.
La codification a donc tenté de « remettre de l'ordre » dans ce droit, de gagner en clarté et en lisibilité, de remettre de la cohérence dans les textes parfois mal écrits ou incohérents entre eux.

## Contenu du CESEDA
Ce code reprend les principales dispositions législatives et réglementaires relatives aux étrangers en France :
- entrée sur le territoire : conditions d'entrée (dont le visa) et zone d'attente.
- séjour : titres de séjour, conditions de séjour, aide au retour volontaire.
- regroupement familial
- mesures d'éloignement : rétention administrative, reconduite à la frontière, expulsion.
- droit d'asile

## Généralités
Depuis 2006, les titres de séjour ne sont remis qu'aux étrangers majeurs. Les mineurs reçoivent un « Document de circulation d'étranger mineur » (DCEM) lié au titre de leur parent.
La détention d'un de ces titres est obligatoire pour un séjour supérieur à 3 mois.

## Délivrance d'un titre de séjour temporaire

### Cartes de séjour existantes
- carte de séjour temporaire « vie privée et familiale »[6]
- carte de séjour temporaire « salarié »
- carte de séjour temporaire « travailleur temporaire »
- passeport Talent, dispositif ayant remplacé en 2016 l'ancienne carte de séjour portant la mention « compétences et talents » (articles L. 315-1 à L. 315-9)
- carte de séjour portant la mention « retraité » (article L. 317-1)
- carte de séjour temporaire « étudiant-élève »
- carte de séjour temporaire d'un an maximum

### Conditions requises
Exceptionnellement, l'article L. 313-14 étend la délivrance des cartes de séjour temporaire à certains cas qualifiés d'« humanitaires ». Cet article permet de régulariser des étrangers en situation irrégulière. Cette mesure est une possibilité donnée à l'administration, et non un droit pour les étrangers.

### Maintien de la carte en cas de plainte déposée
Une carte de séjour temporaire « vie privée et familiale », qui autorise le travail, peut être délivrée à tout étranger victime d'esclavagisme (traite humaine) ou de prostitution, à la condition qu'il ait déposé plainte (article L. 316-1). Cette condition exonère l'étranger de l'obligation d'être en possession d'un visa d'une durée supérieure à 3 mois.

### Retrait de carte
Les cartes de séjour temporaire et le passeport Talent peuvent être retirées dès que leur détenteur ne répond plus aux conditions qui ont permis de lui délivrer la carte.
Les cartes de travailleurs (mention « salarié » ou « travailleur temporaire ») ne peuvent pas être retirées à leur détenteur si celui-ci perd son emploi autrement que de son fait.

### Conditions requises[pasclair]
Séjourner depuis 5 ans en France sous couvert d'une carte de séjour de mention « visiteur », « scientifique », « profession artistique et culturelle », « salarié » ou « travailleur temporaire » sous certaines réserves, « vie privée et familiale » sous certaines réserves comme de travailler (assurance maladie, revenus stables, logement et avis du maire).

## Délivrance de récépissé
Articles L. 311-4 et L. 311-5
La détention d'un récépissé autorise sa présence sur le territoire (et donc une partie de ses démarches administratives), mais ne présage en rien du résultat qui sera donné à la demande initiale qui a donné lieu à la délivrance du récépissé. Cependant, sauf stipulation contraire, le récépissé ne donne pas le droit de travailler.

### Retrait de carte
Les cartes peuvent être retirées en cas de séparation des époux, sauf en cas de violences conjugales ou de décès, et dans la limite des 4 premières années de vie conjugale (article L. 314-5-1).
En cas de résidence à l'étranger d'une durée supérieure à 3 ans, la carte est également retirée, sauf si l'intéressé a fait une demande de prolongation de cette durée (article L. 314-7).

#### Lois sur les étrangers
Voir Catégorie:Loi française sur le droit des étrangers.
- Loi relative à l'immigration et à l'intégration
- Loi française du 20 novembre 2007 relative à la maîtrise de l'immigration, à l'intégration et à l'asile
- Lois dites Pasqua-Debré